# Tossal de Tuiro
El Tossal de Tuiro, és un cim de 1.769,9 metres d'altitud situat al límit dels termes municipals de Sarroca de Bellera i la Torre de Cabdella, al Pallars Jussà. Tanmateix, abans pertanyia al terme de Benés, de l'Alta Ribagorça.
És a l'extrem meridional de la Serra de Castellnou, al sud-oest de les Roquetes del Morral, i just a llevant del poble de Castellnou d'Avellanos.